# NGC 1129
NGC 1129 في الفهرس العام الجديد، هي مجرة إهليلجية، تقع في كوكبة حامل رأس الغول. اكتشفت في 17 أكتوبر 1786 بواسطة ويليام هيرشل.

## روابط خارجية
- NGC 1129 على موقع ويكي سكاي: DSS2, SDSS, GALEX, IRAS, Hydrogen α, X-Ray, Astrophoto, Sky Map, Articles and images